# Albert Lewin
Albert Lewin (n. 23 septembrie 1894, Brooklyn, New York – d. 9 mai 1968, New York) a fost un regizor american, producător și scenarist.

## Filme
Ca regizor:
- The Moon and Sixpence (1942)
- The Picture of Dorian Gray (1945)
- The Private Affairs of Bel Ami (1947)
- Pandora and the Flying Dutchman (1951)
- Saadia (1954)
- The Living Idol (1957)